# Onthophagus atricapillus
Onthophagus atricapillus là một loài bọ cánh cứng trong họ Bọ hung (Scarabaeidae).